# Opercularfleck

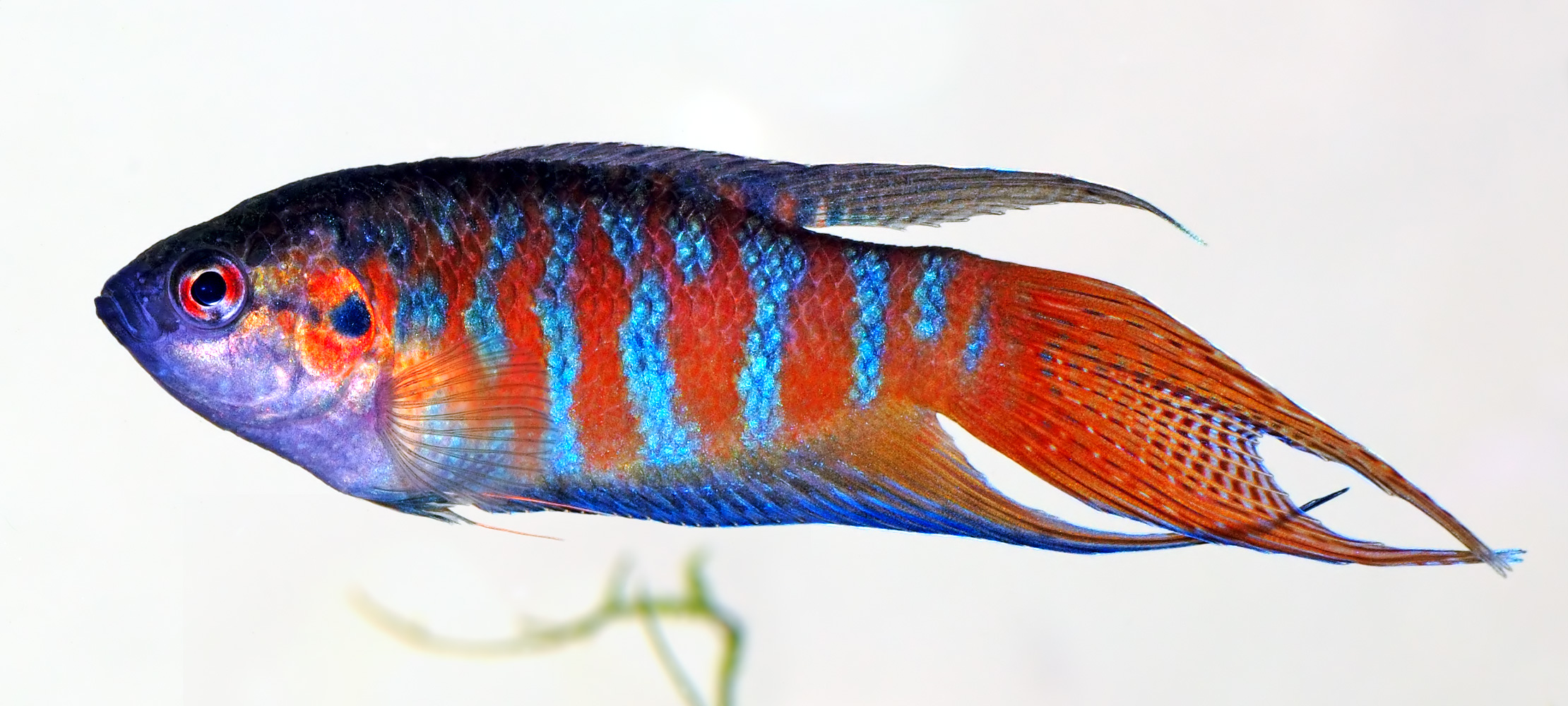
Makropode, der dunkle Opercularfleck auf dem Kiemendeckel ist deutlich erkennbar.

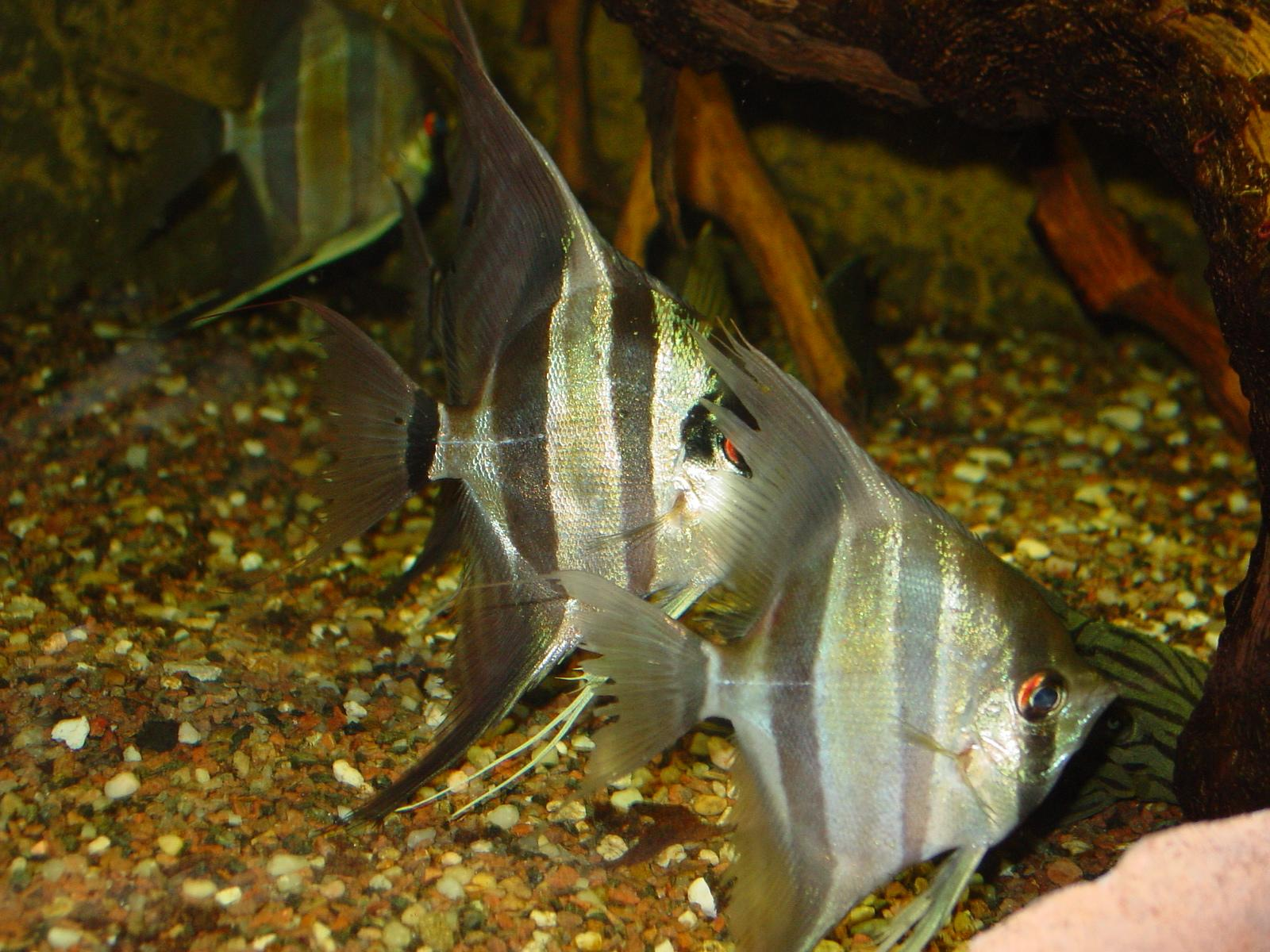
Zwei Altum-Skalare, einer mit (links) und einer ohne (rechts) sichtbarem Opercularfleck.

Der Opercularfleck ist ein kleiner, runder Fleck auf dem Kiemendeckel vieler Fischarten (z. B. bei Makropoden und vielen Cichliden). 
Der Opercularfleck kann zur Abgrenzung eines Taxons dienen. So kommt er zum Beispiel innerhalb der Labyrinthfische nur bei der Gattung der Makropoden vor und dient bei ihnen als Gattungsmerkmal, auch wenn er bei einer Art (Schwarzer Makropode) nur unter dem Mikroskop erkennbar ist.
Bei anderen Fischen, wie beispielsweise bei Skalaren, ist er nur bei Erregung sichtbar.